# Chřiby
Chřiby (někdy též neoficiálně Buchlovské hory nebo Buchlovské kopce, lidově Buchláky) jsou vrchovina a geomorfologický celek na středovýchodní Moravě, ležící mezi městem Kyjovem v Jihomoravském kraji a obcí Kvasice ve Zlínském kraji. Jejich průběh je orientován od jihozápadu na severovýchod, délka je asi 35 km a největší šířka činí 10 km, rozloha Chřibů je asi 335 km². Nejvyšší vrchol – Brdo má výšku 587 m n. m. Typickým pro Chřiby je trojvrší Buchlov, Modla („Barborka“) a Holý kopec.
Chřiby jsou součástí geomorfologické oblasti Středomoravské Karpaty a subprovincie Vnější Západní Karpaty. Svou polohou od sebe oddělují národopisné oblasti Hanou na severu a Slovácko na jihu. Na severu s Chřiby sousedí Litenčická pahorkatina, na západě Ždánický les, na jihu Kyjovská pahorkatina a na východě Dolnomoravský a Hornomoravský úval táhnoucí se podél řeky Moravy.

## Název
Název Chřiby je sice starobylého původu, ale v tomto znění je doložen poměrně pozdě. Jako nejstarší (14. století) je zapsáno jméno Greczen, tj. česky Křečín, starší než jméno Chřiby jsou i jména Hříběcí nebo Hříběcí hory, Hřebice (množ. č.), Hřebeč, která se začínají vyskytovat počínaje r. 1414. Vedle těchto názvů se od poloviny 18. stol. objevuje jméno Maršovy hory (r. 1786 Marschowahora), něm. Marsgebirg(e) „pohoří Mars“ nebo „Marsovo pohoří“ (poprvé německy na Bayerově mapě Moravy a Slezska z r. 1817–1819). Jméno Maršovy hory původně patřilo jen části Chřibů a bylo teprve Bayerem vztaženo na celé pohoří. Ještě Šemberova mapa Moravy z r. 1863 rozeznává Hříběcí a Maršovy hory, což jsou názvy dvou hlavních hřbetů Chřibů.
Jméno Chřiby se vykládá dvojím způsobem:
1) Z domácího slova chřib „pahorek“, které je známo ze staré češtiny (chřib- „kopec, vrch“) a také ze staroslověnštiny (chrib?- „pahorek“) a které je na území České republiky doloženo v pomístních jménech Chřiby, Chřibí, Chřibina a Křib, Křibí, Křiby, Křibina apod. Původem souvisí se staročeským chřbet „hřbet“. Na Slovensku je prostor se jmény od chríb „vyvýšenina“ rozložen na západě (zde především) a na severu. Jméno Chřibů by pak do tohoto širšího areálu patřilo jako jeho západní okraj.
2) V několika jiných evropských jazycích se vyskytují jména vyvýšenin, hřbetů a horských útvarů, která byla odvozena od stejného základu, jenž zněl grib-, hrib- „skála, pahorek“ a je praevropský. Tento základ je s naším hřbet (staročesky chřbet) prapříbuzný, nikoli však shodný. Z grib- se vlastně dobře mohlo vyvinout staročeské Hříb-, Hříběcí hory, což se však počalo pokládat jako odvozeniny od hřebec, a proto vznikla i varianta Hřebeč. Ta byla převedena do němčiny jako Marsberg, protože staroněmecké mar znamenalo „hřebec“. A zpětným počeštěním vzniklo Marsovy hory, které bylo dodatečně spojováno se jménem bohyně Morany (neboli Mary, či Mořeny), postavou lidových pověstí.

## Dělení
Chřiby se dělí na dva geomorfologické podcelky:
- Halenkovická vrchovina
- Stupavská vrchovina

## Geologie
Chřiby jsou tvořeny zvrásněnými paleogenními pískovci, jílovci a slepenci magurského flyše, jen tu a tam vystupujícími v podobě osamělých skalních útvarů na Budačině, Komínkách, Holém kopci či Buchlovském kameni.
Na nerostné suroviny jsou Chřiby chudé, kromě pískovce z několika kamenolomů se u Kostelan v menší míře těží ropa a zemní plyn.

## Vodstvo
Na území Chřibů pramení velké množství vodních toků, jako je Kyjovka (v Chřibech nazývaná Stupava), Litava, Kotojedka, Dlouhá řeka. Všechny toky se vlévají do řeky Moravy (kromě Kyjovky, která ústí do Dyje jen několik kilometrů před jejím vyústěním do Moravy, a kromě Litavy, která je přítokem Svratky). Na Kyjovce byla v Chřibech vybudována vodní nádrž Koryčany. Další menší nádrž Březina leží na toku Hruškovice u Osvětiman a vodní nádrž Nad Sovínem leží na Dlouhé řece u Smraďavky (Leopoldova) asi 2 km jižně od Buchlovic.
Na Smraďavce (Leopoldově) také pramení sirovodíkový pramen, který byl jako lázně využíván již v 16. století.

## Flóra
V rámci České republiky lze toto území označit jako jedno z ekologicky nejstabilnějších, vyznačující se nadprůměrnou lesnatostí s převahou lesů přírodní dřevinné skladby (bukové a dubo-habrové lesy asociací Carici pilosae-Fagetum a Carici pilosae-Carpinetum). Antropogenní vlivy zasáhly především na úpatí pohoří přeměnou listnatých porostů na jehličnaté, většinou smrkové porosty.
V podrostu z běžných rostlin roste např. samorostlík klasnatý (Actaea spicata), mařinka vonná (Asperula odorata), kyčelnice cibulkonosná (Dentaria bulbifera), ostřice chlupatá (Carex pilosa). Ze vzácnějších rostlin lze nalézt např. sněženku podsněžník (Galanthus nivalis), Árón východní (Arum cylindraceum), okrotici bílou (Cephalanthera damasonium), kruštík modrofialový (Epipactis purpurata), kruštík širolistý (Epipactis helleborine), bradáček vejčitý (Listera ovata), vemeník dvoulistý (Platanthera bifolia), vstavač bledý (Orchis palens), vstavač májový (Dactylorhiza majalis), střevíčník pantoflíček (Cypripedium calceolus), hlístník hnízdák (Neotia nidus-avis), lilii zlatohlávek (Lilium martagon), aj. Z ovocných dřevin se zde pěstuje jeřáb oskeruše (Sorbus domestica).

## Fauna
Chřiby jsou územím s relativně vyváženými ekologickými podmínkami, což se přímo projevuje v druhové pestrostí fauny s velkým podílem zvláště chráněných druhů (např. čáp černý (Ciconia nigra), včelojed lesní (Pervis apivorus), bramborníček černohlavý (Saxicola torquata), krutihlav obecný (Jynx torquilla), lelek lesní (Caprimulgus europaeus), výr velký (Bubo bubo), krkavec velký (Corvus corax), holub doupňák (Columba oenas), datel černý (Dryocopus martius), strakapoud bělohřbetý (Dendrocopos leucotos), některé druhy netopýrů, z bezobratlých stojí za zmínku nález kudlanky nábožné (Mantis religiosa)). V posledních letech se zde šíří i bobr evropský (Castor fiber) (vodní nádrž Koryčany). Z obojživelníků zde žijí např. mlok skvrnitý (Salamandra salamandra), čolek obecný (Lissotriton vulgaris), rosnička zelená (Hyla arborea), ropucha obecná (Bufo bufo), skokan hnědý (Rana temporaria) a blatnice skvrnitá (Pelobates fuscus). Z plazů v Chřibech žijí ještěrka obecná (Lacerta agilis) a slepýš křehký (Anguis fragilis).

## Ochrana přírody
Na území Chřibů je na rozloze 19226,4512 ha stejnojmenná evropsky významná lokalita (kód lokality: CZ0724091). Je zde řada chráněných území. Za zmínku stojí výslunné travnaté stráně s teplomilnou květenou s řadou chráněných druhů z čeledi vstavačovitých nebo skalní útvary na hřebenech Chřibů.
Přírodní parky:
- Chřiby

Zrušený přírodní park:
- Stříbrnické paseky

Maloplošná zvláště chráněná území:
(stav k 1. 8. 2020) 6 přírodních rezervací a 23 přírodních památek.
Přírodní rezervace:
- Holý kopec
- Moravanské lúky
- Ocásek
- Smutný žleb
- Stará Hráz
- Záskalí

Přírodní památky:
- Barborka
- Bohuslavické stráně
- Bralová
- Břestecká skála
- Budačina
- Drážov
- Hošťálka
- Hříštěk
- Ježovský lom
- Kamenec
- Kazatelna
- Komínky
- Koukolky
- Kozel
- Máchova dolina
- Makovica
- Maršava
- Medlovický lom
- Nazaret
- Obora
- Přehon
- Salašské pěnovce
- Včelín

Památné stromy:
- Ctiborův dub – byl 500 let starý dub zimní (Quercus petraea) u Stříleckého hradu
- Sekvojovec v Chabaních – asi 140 let starý sekvojovec obrovský (Sequoiadendron giganteum), výška 32 m, obvod kmene 612 cm
- Dub letní (Quercus robur) – 300 let starý strom jižně od hradu Buchlova
- Dub letní (Quercus robur) – 200 let starý strom severozápadně od hradu Buchlova
- Hausnerova oskeruše jeřáb oskeruše (Sorbus domestica) u Bohuslavic u Kyjova

## Člověk
Oblast Chřibů byla osídlena již od počátku mladší doby kamenné (mladého paleolitu), jak o tom svědčí bohaté nálezy kamenných nástrojů a pohřebišť lidu aurignacienské kultury v severovýchodní části Chřibů (Kvasice, Karolín, Lhotka, Žlutava, Nová Dědina) staré 20 000 až 40 000 let. Nejstarším dokladem o pobytu člověka je nalezený pěstní klín, který byl nalezen u vsi Karolín.
Další soustavnější osídlení oblasti Chřibů bylo v pozdní době bronzové (eneolitu) asi před 3 000 až 2 700 lety lidem kultury lužických popelnicových polí, jak o tom svědčí nálezy hradišť na Brdě, Holém kopci a u Roštína.
V 6. století se zde začínají usazovat Slované. V 9. století se oblast Chřibů ocitla v těsné blízkosti jednoho z velkomoravských center ve Starém Městě. Z této doby pocházejí nálezy 60 mohyl na Tabarkách, hradiště v Kyjově, na Sklepisku a Svatém Klimentovi a nález základů kostela v Modré.
Nejpozději ze 13.–14. století pocházejí zmínky o všech dnešních vesnicích a osadách na úpatí Chřibů. Teprve mnohem později, až ve druhé pol. 17. stol. jsou osídlovány i centrální části (Jankovice – po r. 1648, Salaš – 2. polovině 17. století, Kostelany – 1667, Stupava – 1690, Staré Hutě – 1701), které ale i tak zůstaly ve velké míře zalesněné a řídce obydlené.
Ve středověku byly v Chřibech postaveny tři hrady, jejichž úkolem bylo dohlížet na bezpečí obchodních cest. Z doby kolem poloviny 13. stol. pochází hrad Buchlov, který nebyl nikdy dobyt; z roku 1261 je první zmínka o Stříleckém hradu, jenž je od poloviny 16. stol. pustý a v roce 1330 byl Bernardem z Cimburka vystavěn hrad Cimburk, který je od roku 1709 uváděn jako pustý.
Roku 1205 byl na Velehradě založen cisterciácký klášter v pozdně románském a raně gotickém slohu, zničen husity roku 1421. Po částečné obnově opět zničen roku 1681. Dnešní podobu získal po barokní obnově skončené roku 1735. Za reforem Josefa II. v roce 1784 zrušen, ale roku 1890 obnoven řádem Tovaryšstva Ježíšova.
Ve 14. stol. byl na Svatém Klimentovi augustiniánský klášter a proboštství, který byl zničen za husitských válek.
Postupně se sídla šlechty přesouvala z hradů a tvrzí na zámky. Tak vznikly renesanční zámky se zahradami v Kyjově, v Kvasicích a ve Střílkách, ve 2. pol. 17. stol. barokní zámky v Koryčanech a ve Zdounkách, v r. 1701 v Buchlovicích a v pol. 18. stol. rokoko – klasicistní zámeček v Cetechovicích.
Za druhé světové války měl v Chřibech své působiště partyzánský oddíl Olga, svou základnu měli v hájovně u obce Salaš.

## Fotogalerie

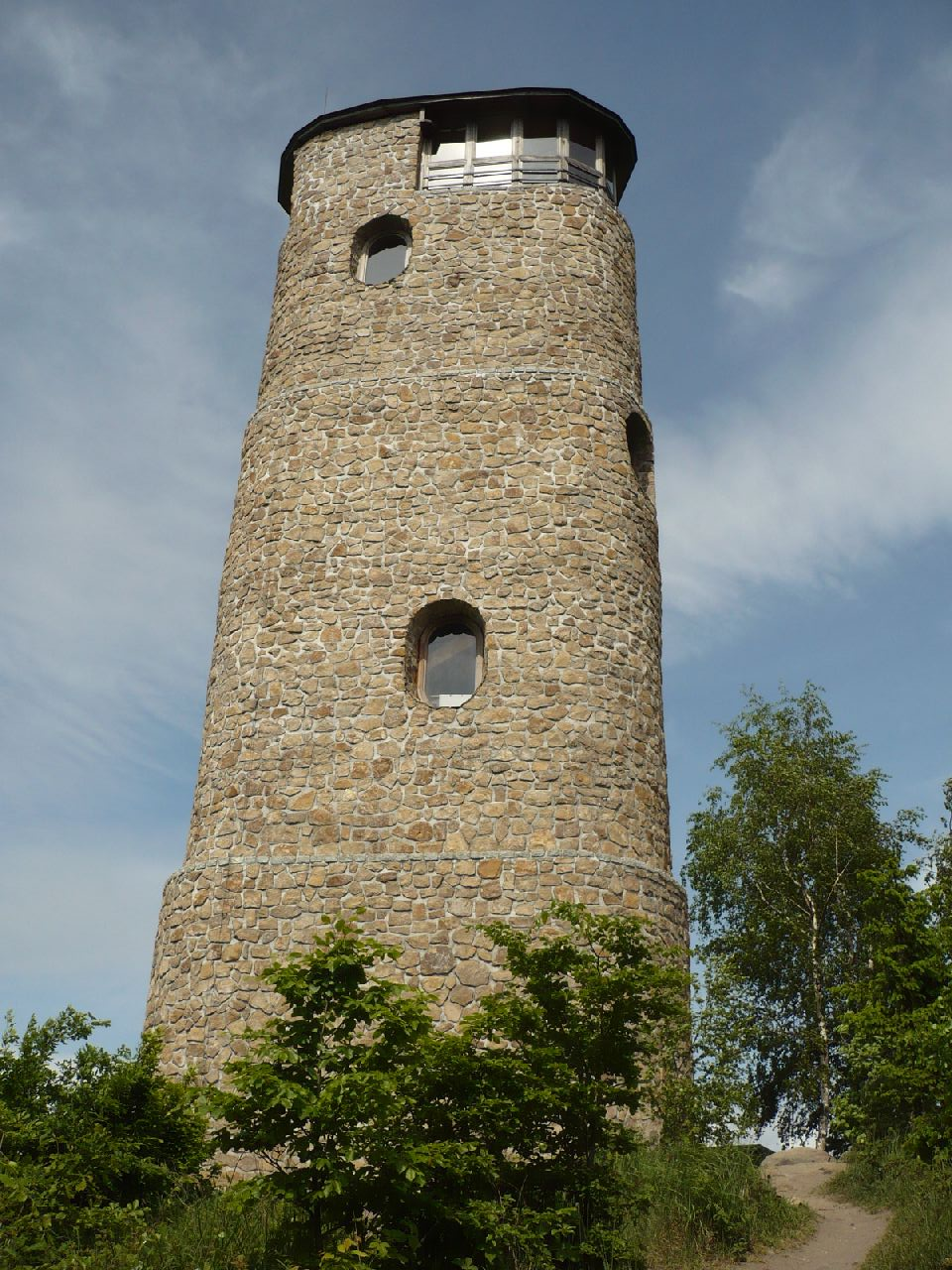
Rozhledna na Brdu
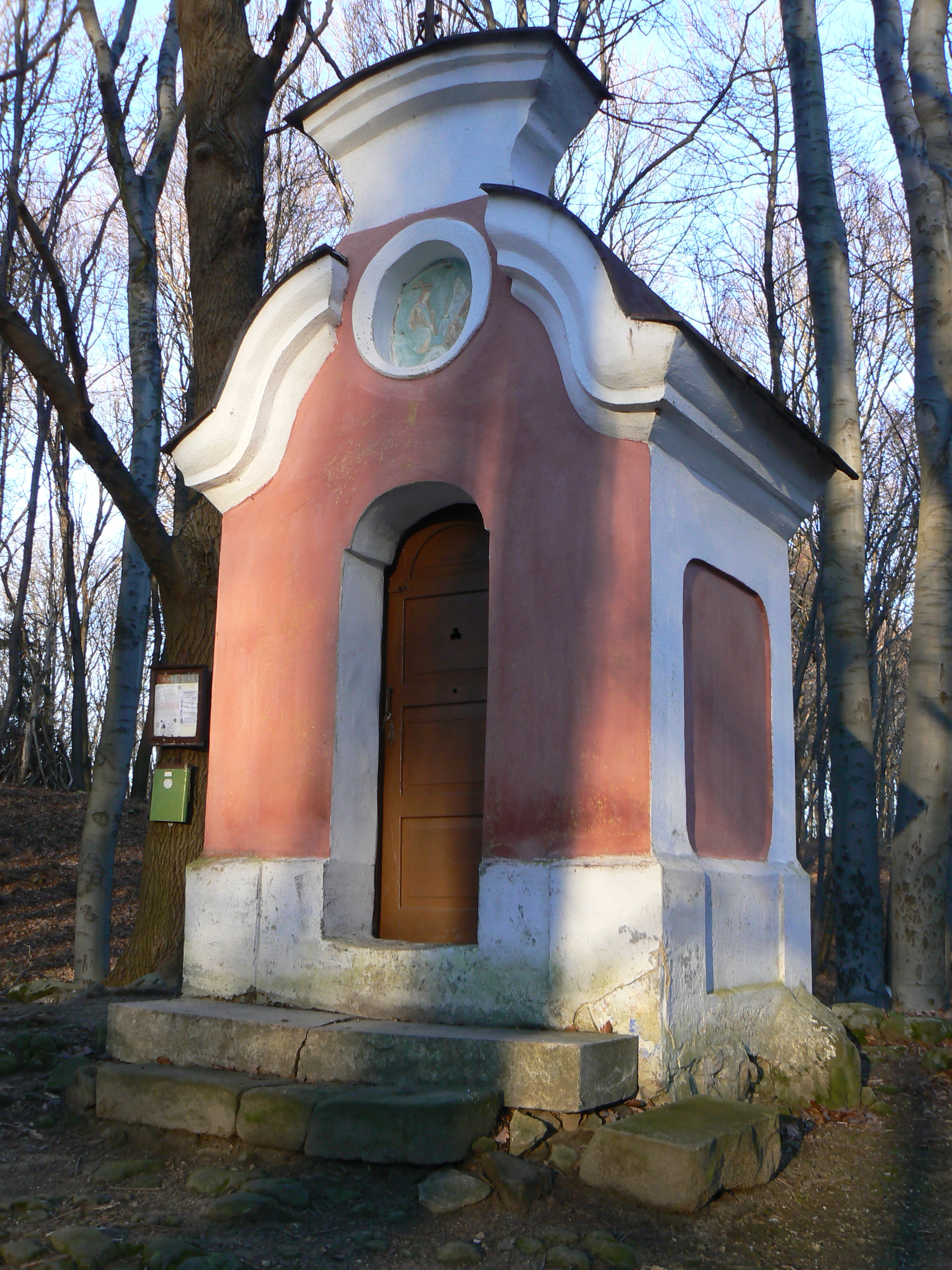
Koryčanská kaple
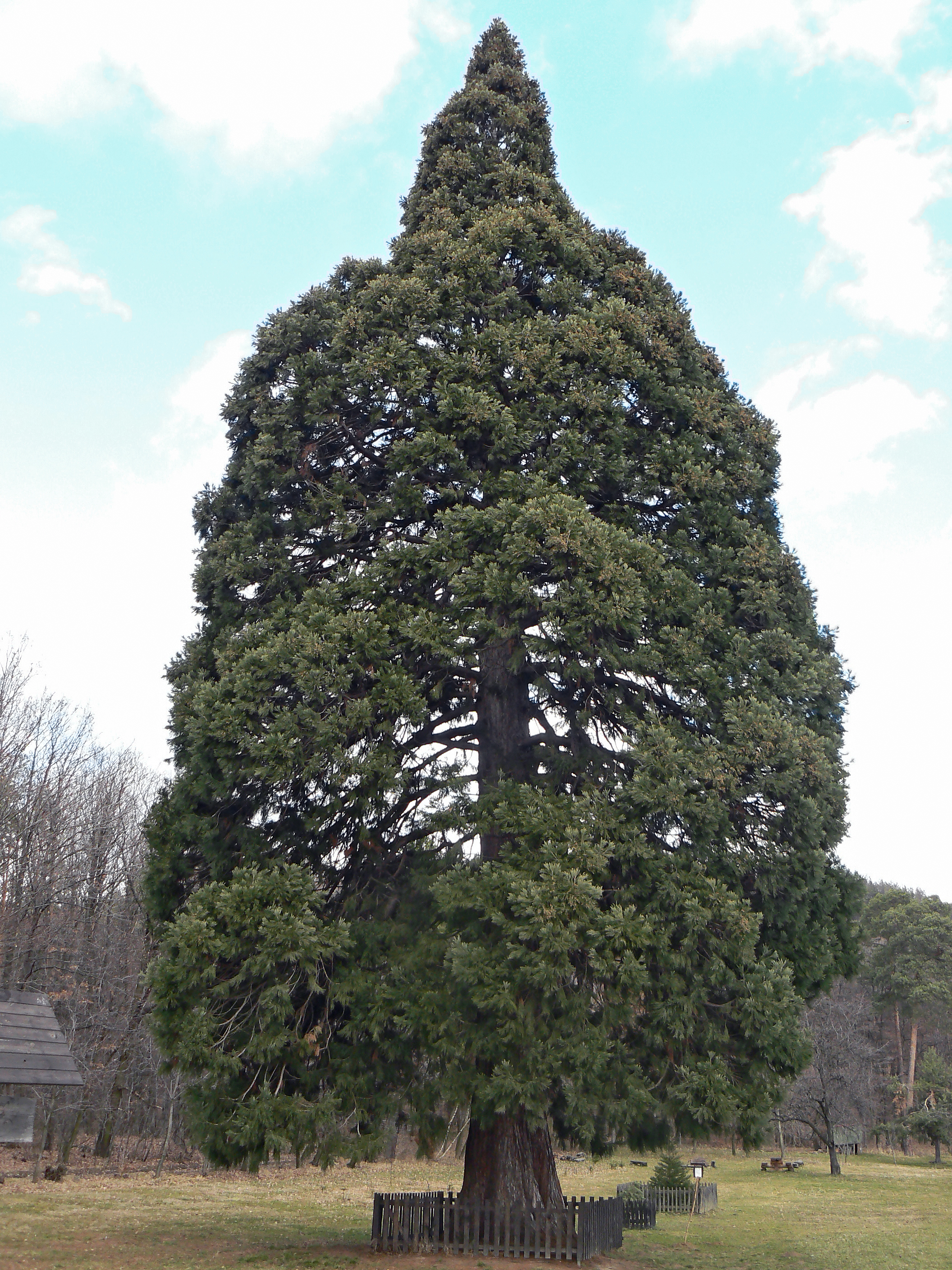
Sekvojovec obrovský v Chabaních u Břestku
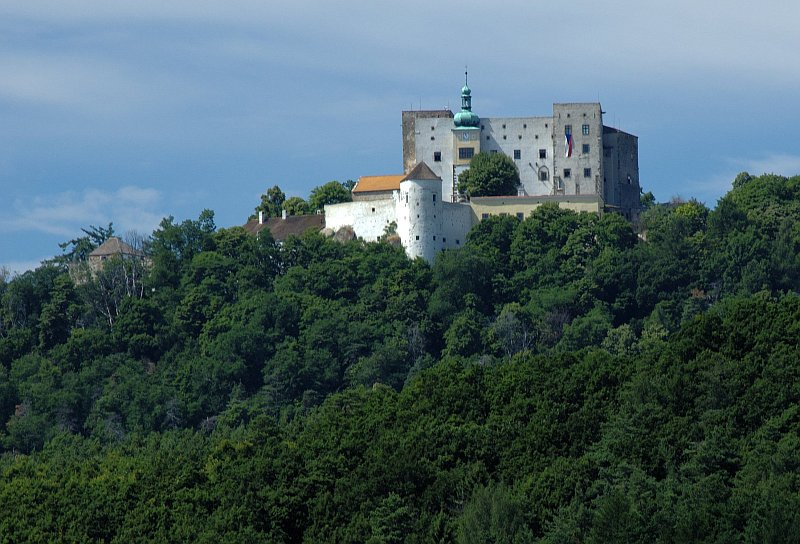
Hrad Buchlov
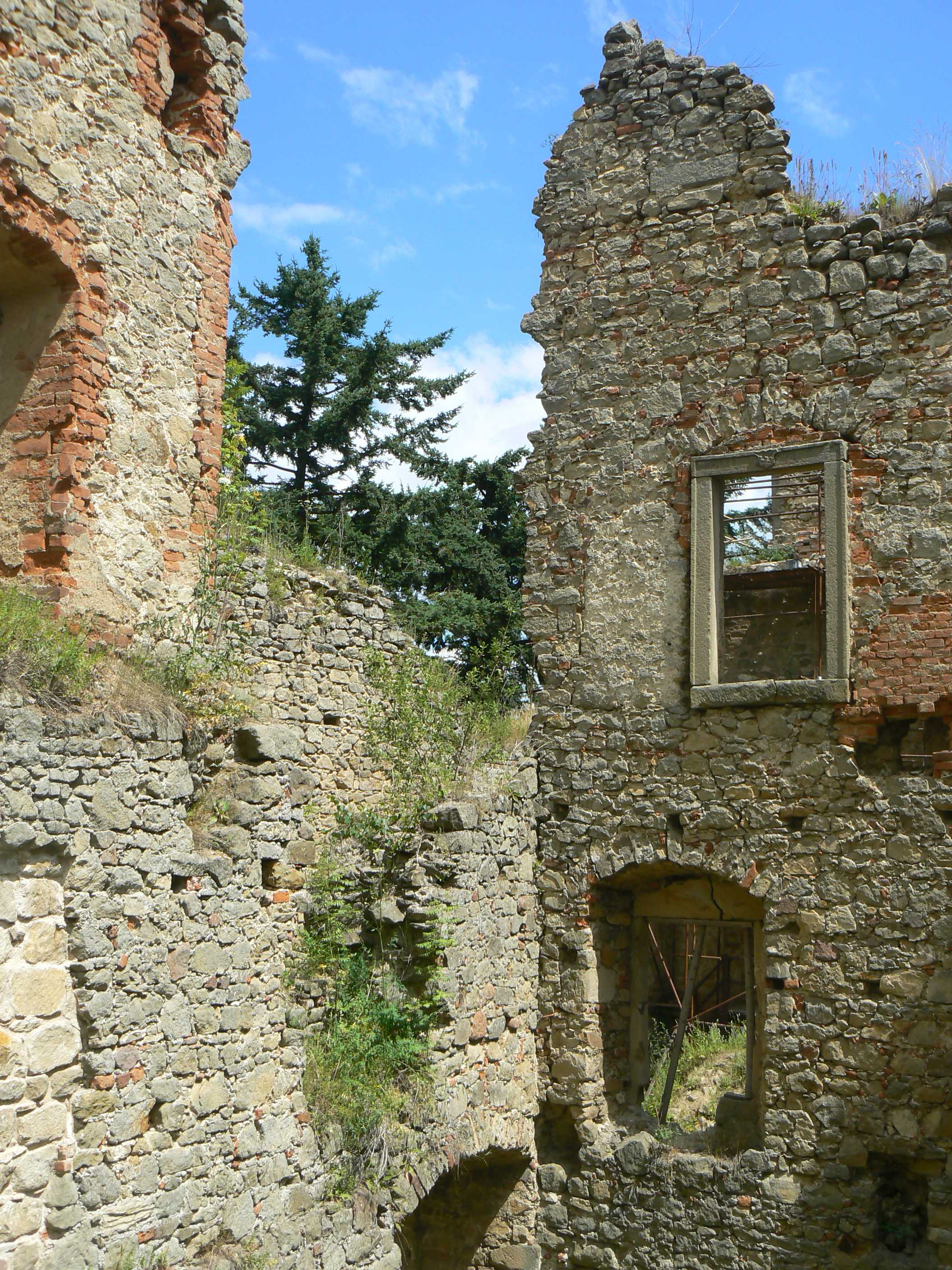
Zřícenina hradu Cimburk
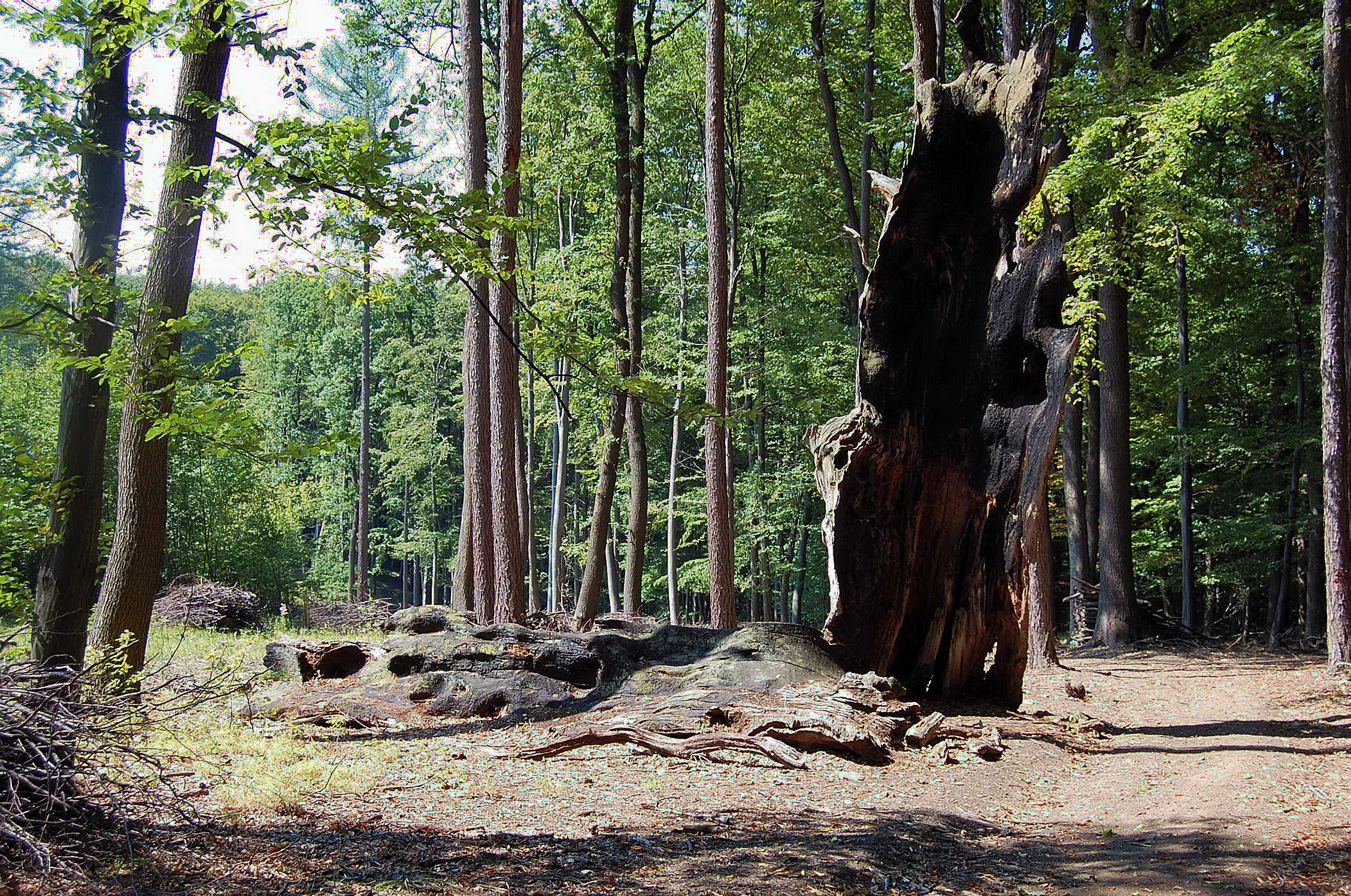
Ctiborův dub
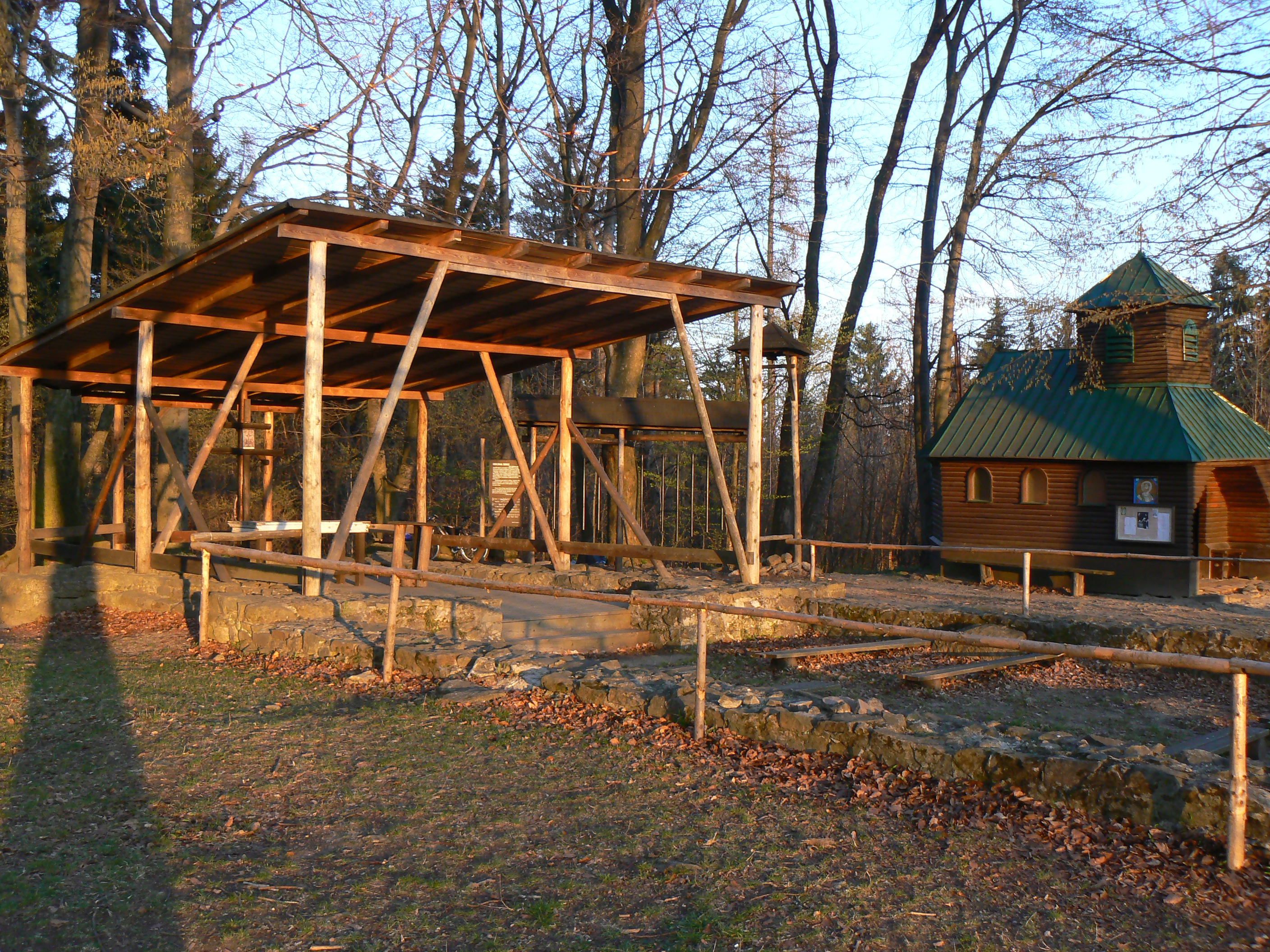
Hradisko svatého Klimenta
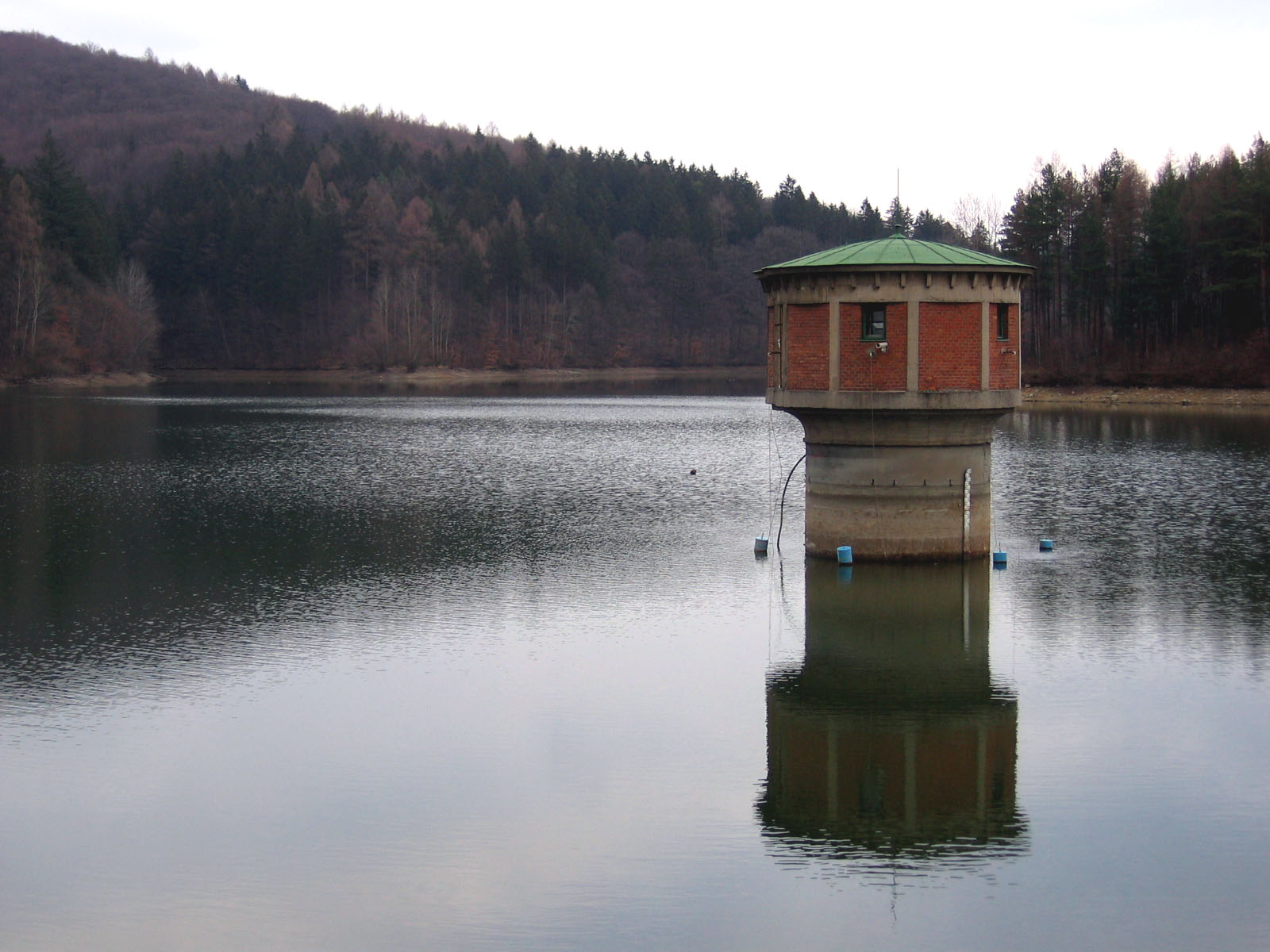
Vodní nádrž Koryčany
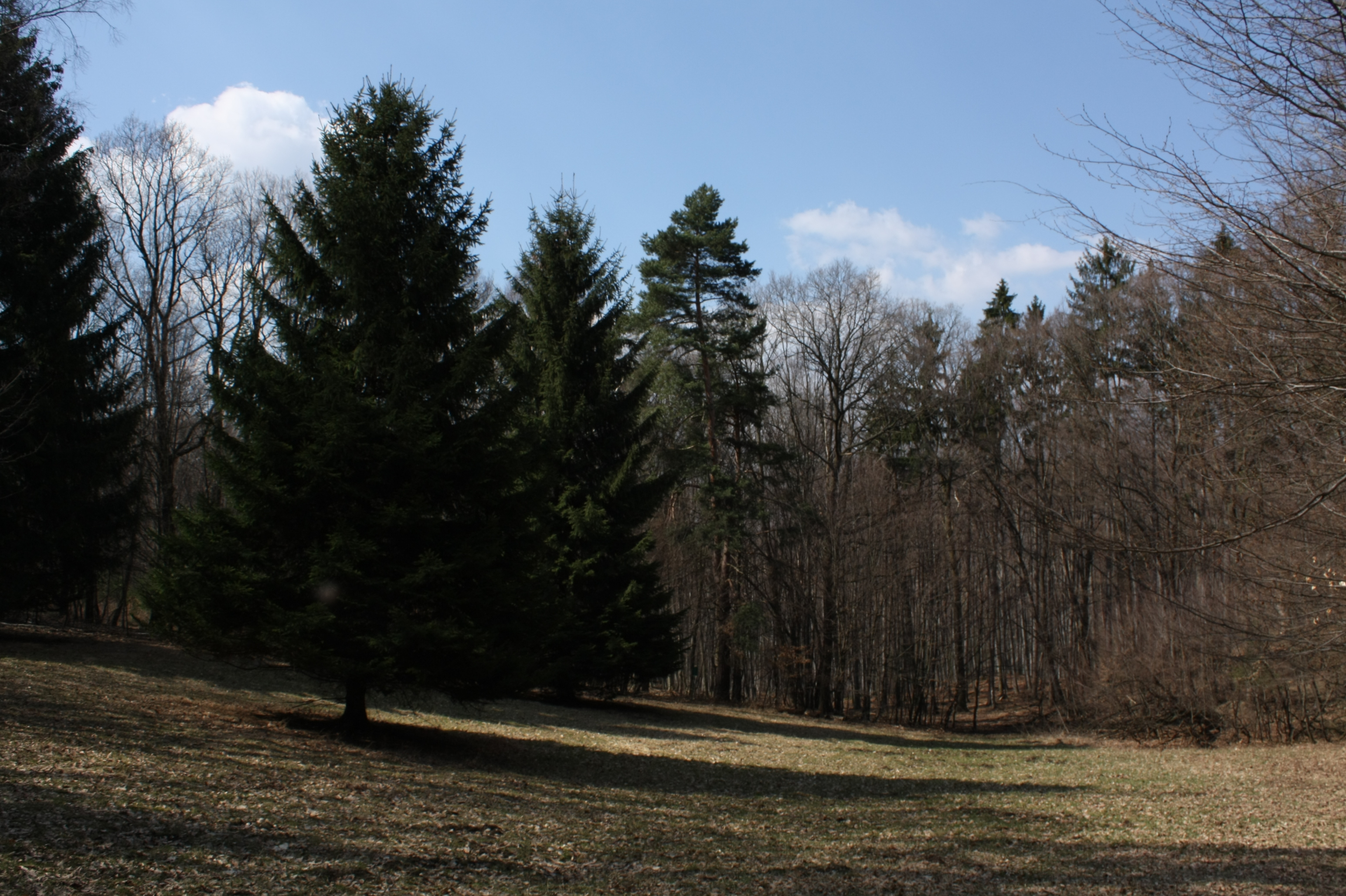
Moravanské lúky
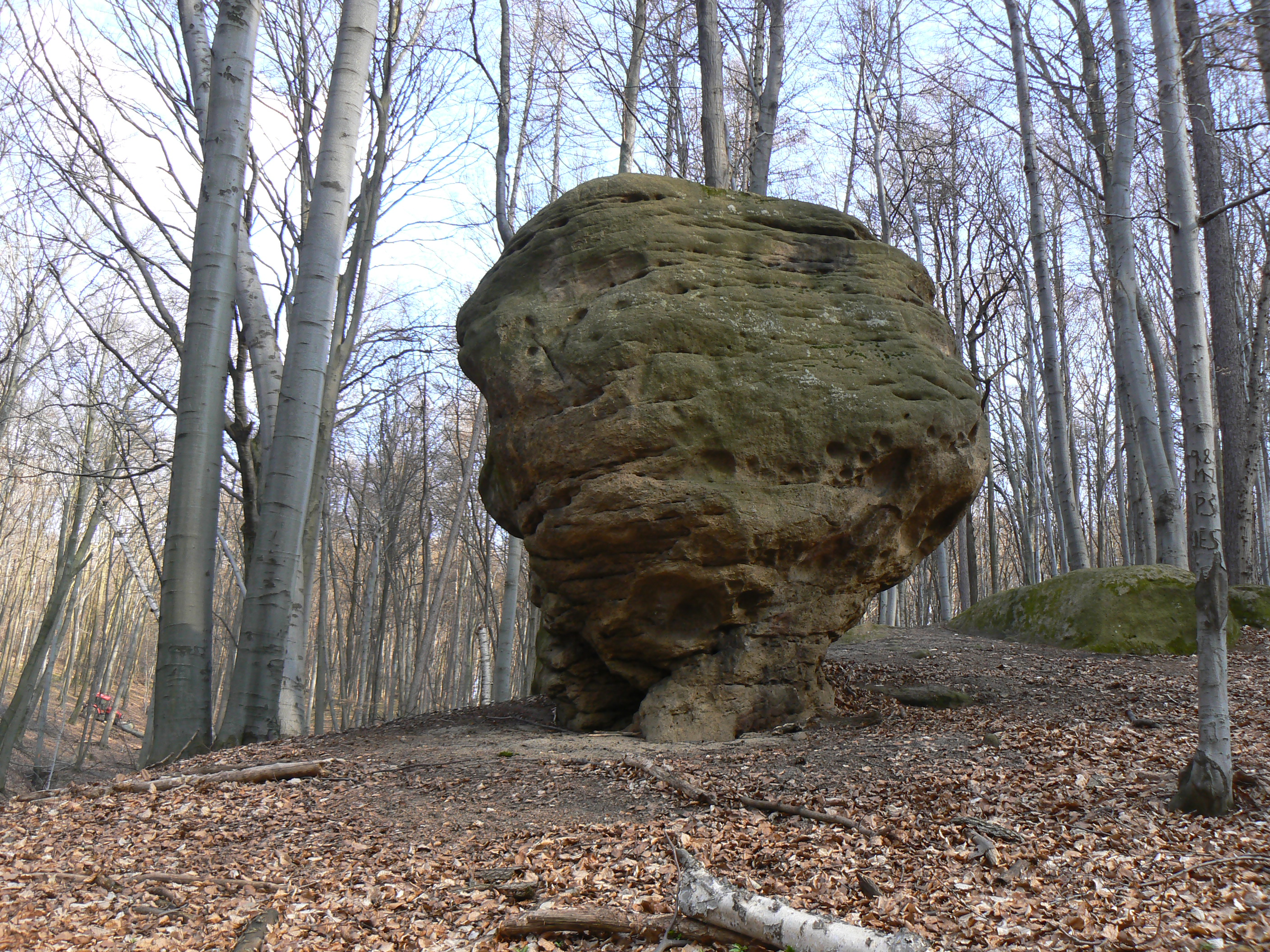
Skalisko Kalíšek
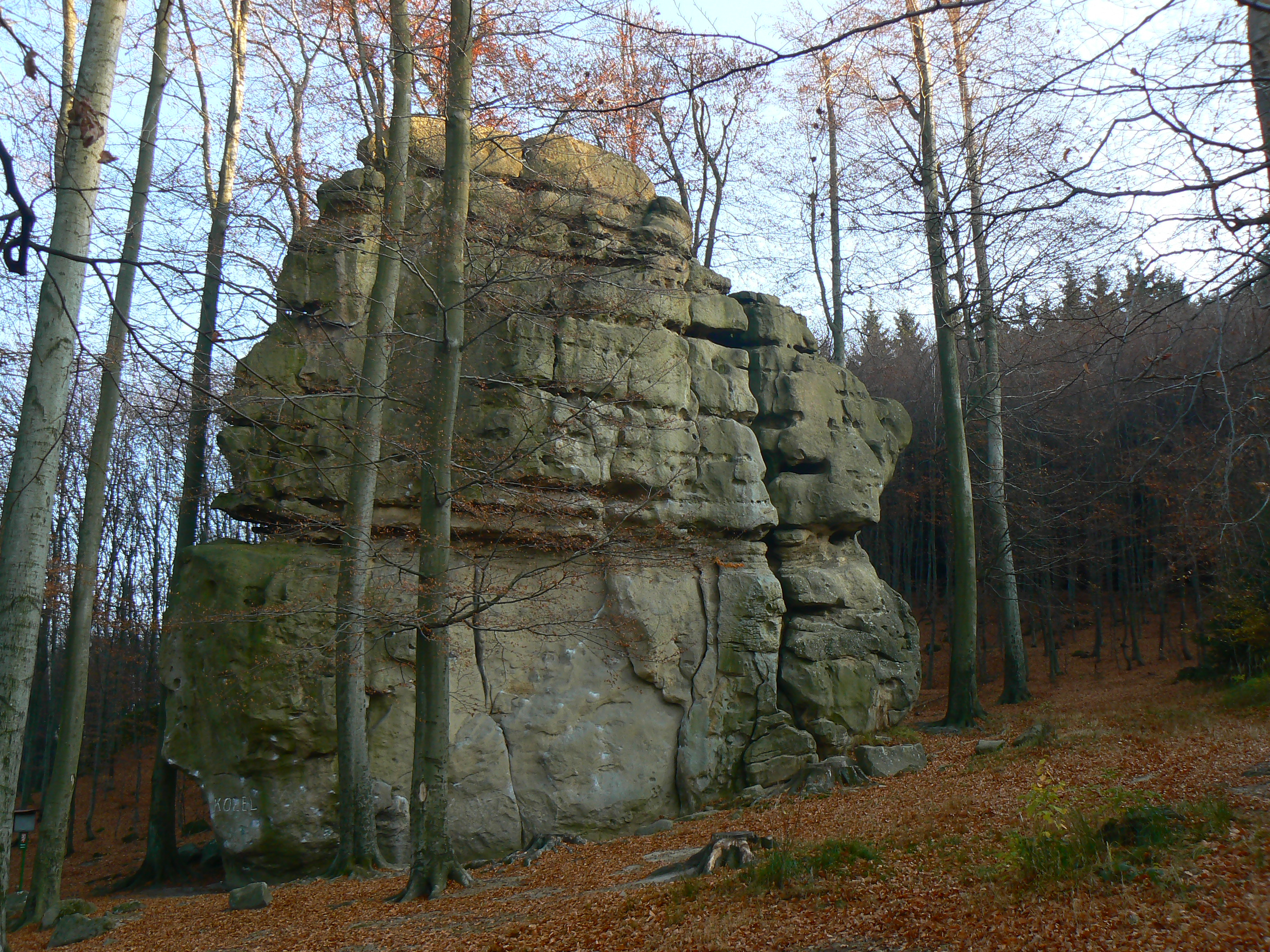
Skalisko Kozel
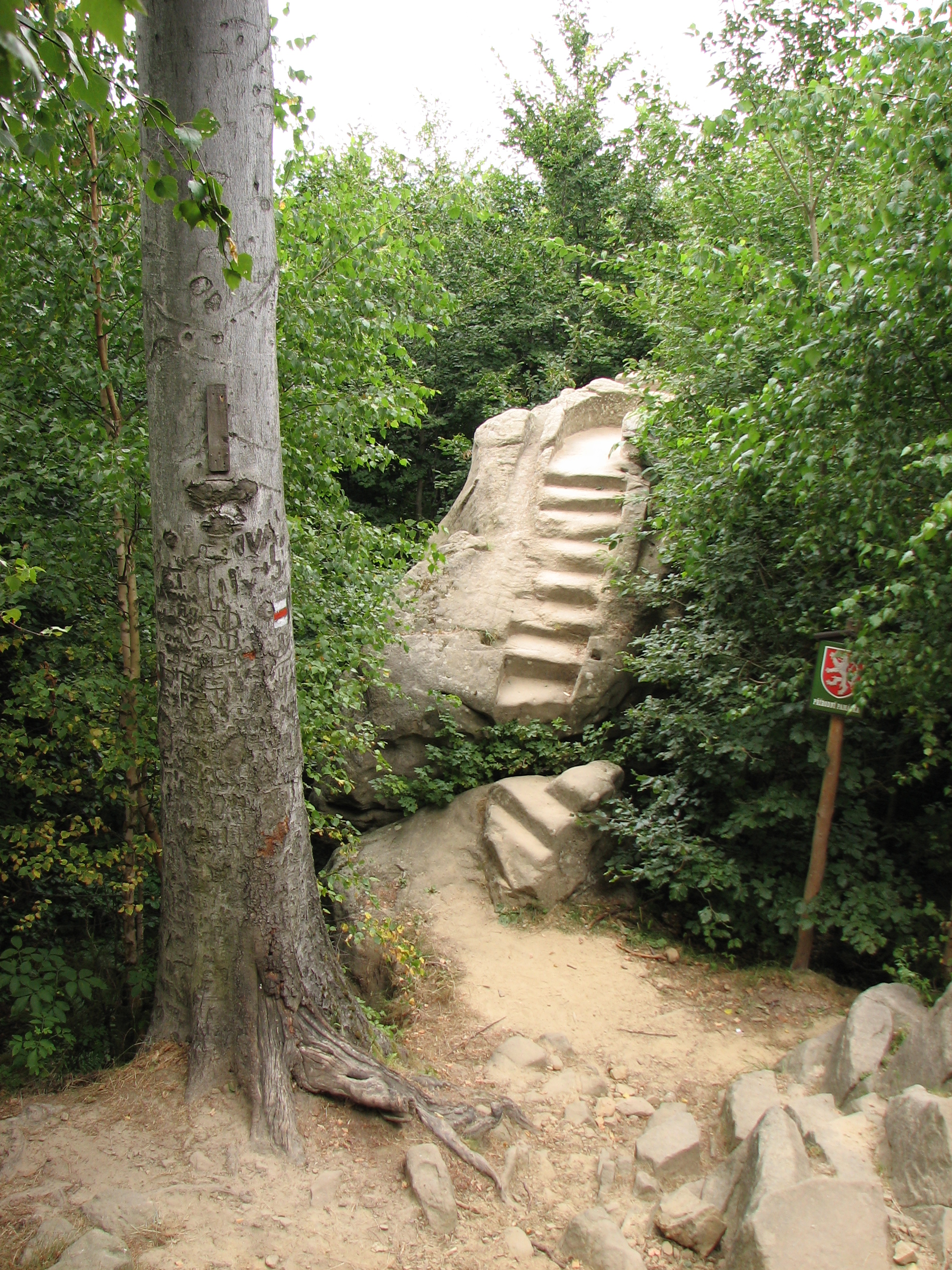
Skalisko Kazatelna